# Zhongguan, Hebei
Zhongguan (kinesiska: 中关镇, 中关) är en köping i Kina. Den ligger i provinsen Hebei, i den norra delen av landet, omkring 190 kilometer nordost om huvudstaden Peking. Antalet invånare är 9 375. Befolkningen består av 4 369 kvinnor och 5 006 män. Barn under 15 år utgör 18,0 %, vuxna 15-64 år 72 %, och äldre över 65 år 9,0 %.
Genomsnittlig årsnederbörd är 737 millimeter. Den regnigaste månaden är juni, med i genomsnitt 203 mm nederbörd, och den torraste är januari, med 2 mm nederbörd.